# Sejt

Állati sejt felépítése

Növényi sejt felépítése

A sejt az élőlények legkisebb önálló életet mutató egysége. Ez a legkisebb olyan egység, amely még anyagcserére és szaporodásra is képes. Vannak olyan élőlények, mint a baktériumok és az egysejtűek, amelyek csak egyetlen sejtből állnak, másokat sok sejt összessége alkot. Az utóbbiak közé tartozik az ember is: testünkben közel 5·1015 sejt található. Egy átlagos sejt nagysága 10 µm, tömege közel 1 nanogramm. A legnagyobb ismert sejt a kihalt elefántmadár, az Aepyornis maximus tojása volt.
A sejtelméletet 1837-ben Jan Evangelista Purkyně cseh tudós írta le, növényi szövetek mikroszkopikus vizsgálata során szerzett tapasztalatai alapján. Majd ezt 1839-ben Schleiden és Schwann véglegesítették, és leírták a ma is általánosan igaz elméletet.

## Az elnevezés, történeti háttér
A sejt-elméletet először 1839-ben Schleiden és Schwann jegyezte le, ez azt tartalmazta, hogy az élő szervezetek egy vagy több kisebb egységből állnak, ezeket nevezték ők sejteknek. Minden sejt egy már létező sejtből jön létre, és a szervezet minden életfunkciója ezekben a kis egységekben történik, mint például az anyagcsere. A sejt egyik legfontosabb szerepére, a tulajdonságainak átörökítésére is rájöttek, ezzel megállapítást nyert az a nézet, mely szerint minden információ átadódik a sejtből a következő nemzedéknek.
A sejt idegen elnevezése a latin cellula szóból eredeztetik, amely „kis szobát” jelent. Ezt a nevet Robert Hooke adta, akit a parafa mikroszkópban vizsgált metszete a szerzetesek kolostorbeli celláira emlékeztetett.
A sejt szó mai hivatalos jelentése: az élet legkisebb élő egysége.

## Áttekintés

### A sejtek tulajdonságai

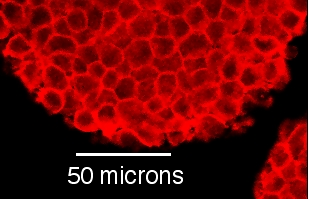
Egérsejtek növekedése egy tányér kultúrán. Ezek a sejtek nagy csomókban növekszenek, de minden egyes sejt mérete mindössze 10 mikron átmérőjű.

Minden sejt önfenntartó működésre is képes. Képes tápanyagait energiává alakítani, speciális funkciókat végrehajtani, megismételni önmagát (osztódni), ha szükséges. Őrzi magában a saját magát kivitelezni és reprodukálni képes lehetőséget.
A sejtek számos képességgel rendelkeznek:
- Osztódás.
- Anyagcsere, beleértve a tápanyag felhasználást, az energia átalakítását, molekulák, vegyületek létrehozását. A sejt működése függ képességeinek kihasználásától, amit a tárolt kémiai anyagok felhasználásból nyer.
- Nukleinsav- és fehérjeszintézis, funkcionális sejtrészek szintézise, mint az enzimek. A tipikus emlős sejtek közel 10 000 különböző fehérjét és 40-100 Golgi-készüléket tartalmaznak.
- Reagál a külső és belső változásokra, mint például a hőmérséklet vagy a pH megváltozására.
- Transzportfolyamatai vannak, környezetével dinamikus kölcsönhatásban van.

## Felépítése, szubcelluláris organellumok
A sejt alkotóelemeit két nagy csoportba osztjuk: protoplazmatikus (élő) és nem protoplazmatikus (élettelen).
A protoplazmatikusok közé soroljuk a sejtmembránt, citoplazmát és a sejtszervecskéket: mitokondriumot, endoplazmatikus hálózatot, diktioszómát, plasztiszokat stb.
A nem protoplazmatikusok pedig a sejtfal, vakuólumok és a zárványok (tartalékanyagok).
A sejtet egy féligáteresztő (szemipermeábilis) hártya, a külső membrán vagy sejthártya határolja, a benne lévő anyag lényegében félig folyékony, kolloid állapotú szerves és szervetlen anyagok keveréke. A sejthártyát két lipidréteg alkotja, benne globuláris fehérjemolekulák találhatók. Növényi sejteknél ez kívülről a sejtfal. A sejtfal és a sejtmembrán egyfajta szűrőként funkcionál. A sejtmembránnak aktív transzportműködései is vannak.
A legegyszerűbb felépítésű élőlények a prokarióták, melyek túlnyomórészt egysejtűek. Ezeknek nincs belső membránnal határolva elkülönült sejtszervecskéjük, sejtmagjuk. A sejtmagvas élőlények az eukarióták.
Az eukarióta sejtek fénymikroszkóppal vizsgálva két nagy részből állnak:
- a magból (nukleusz, karion)
- és a magot körülvevő citoplazmából.

A citoplazma tartalmazza a sejt különböző organellumait, vázrendszerét és az ezeket körülvevő alapállományt, a citoszolt. Az elkülönült sejtmag jelenléte definíciószerűen az eukarióta sejt egyik legjellegzetesebb tulajdonsága.
A sejt a sejtciklusban képes megkettőzni DNS-ét és osztódni két utódsejtre.

### A sejtmag
A magot két lemezből álló maghártya veszi körül, melyen pórusok helyezkednek el. Ezeken keresztül történik a mag és a citoplazma közötti anyagáramlás. A mag belsejében jól elkülöníthető a magvacska (nucleolus) és a fonalas szerkezetű, DNS-t és fehérjéket tartalmazó kromatin állomány.

### Legfontosabb alkotórészei
- örökítőanyag (DNS) – legtöbbször a sejtmagban
- sejtplazma (citoplazma)
- sejthártya (sejtmembrán)
- sejtfal
- mitokondrium
- színtest (plasztisz)
- sejtközpont (centroszóma)
- ostor (flagellum)
- csilló (cilium)

Jelentős különbségek vannak a növényi és az állati sejtek között. Például:
- az állati sejtet csupán sejtmembrán, míg a növényi sejtet sejtfal is határolja;
- a növényi sejt rendelkezik a fotoszintézishez nélkülözhetetlen zöld színanyaggal;
- az állati sejt heterotróf, a növényi autotróf (legtöbbször foto-autotróf).

## A sejtek anatómiája

### Prokarióta sejtek

Prokarióta sejt felépítése

A prokarióták szembetűnően különböznek az eukariótákhoz képest, legfőképp azért, mert hiányzik a membránnal körülvett sejtmagjuk. Hiányzik még ezenkívül rengeteg olyan többsejtű elem és szerkezet, ami csak az eukariótákra jellemző (egy fontos kivétel a riboszóma, amelyik megjelenik mind az eukarióta, mind a prokarióta sejtekben). A legtöbb funkcionális sejtalkotó, mint a mitokondriumok, színtestek, és a Golgi-készülékek meghonosodtak a prokarióta plazmamembránon is. 
A prokarióta sejteknek három szerkezeti területük van: 
- járulékos elemek, ezek az ostor és a pilus – fehérjék kötik őket a sejt felületéhez;
- a sejtburok, ez egy kapszulából áll, amely a sejtfalból, és a sejtmembránból jön létre;
- a citoplazma, amely a sejt génállományát, a prokarióta DNS-ét tartalmazza, a riboszómával és más sejtalkotókkal együtt.

Más különbségek:
- A plazmamembrán (dupla foszfolipid réteg) elkülöníti a sejt belsejét a környezetétől, így mint szűrő vagy egy kommunikációs jelző funkcionál.
- A legtöbb prokarióta rendelkezik sejtfallal (néhány kivételtől eltekintve, például mikoplazmák). A sejtfal fehérje eredetű a baktériumoknál, és egy akadályt jelent a külső támadások ellen. Megvédi a sejtet a lízistől, az ozmotikus nyomás és a hipotóniás környezetet figyelve. A sejtfal fennmaradt néhány eukariótában, mint például a gombákban, de ennek már más a kémiai összetétele.
- A prokarióta sejteknél a kromoszóma általában egy kör alakú molekula (egy baktériumtól eltekintve, melynek neve Borrelia burgdorferi, a Lyme-kór okozója), mely hisztonok helyett hisztonszerű fehérjéket tartalmaz. Valódi sejtmag hiányában a DNS maga köré gyűjti a nukleotidokat. A prokarióták így szállítani tudnak DNS-en kívüli plazmidokat, amelyek nagyrészt kör alakúak. A plazmidok a sejt számára új funkciókat tudnak biztosítani, mint például az antibiotikumokkal szembeni rezisztencia.

### Eukarióta sejtek
Az eukarióták között találjuk a legfejlettebb élőlényeket, a gombák, növények
és állatok többsejtű képviselőit. Az eukarióta sejtek átlagosan 10-szer nagyobbak a prokariótáknál, de a különbség 1000-szeres is lehet. A legszembetűnőbb különbség a két sejttípus között, hogy az eukarióta sejtek sejtszervecskéket, vagyis membránnal körülvett organellumokat tartalmaznak. Az eukarióták, vagyis a valódi magvas sejtek névadója a sejt örökítőanyagát rejtő sejtmag. Az eukarióta sejtek örökítőanyaga egy vagy több lineáris DNS-óriásmolekula, más néven kromoszóma, amihez hisztonfehérjék kötődnek. 

## A sejtek eredete
A földi élet megjelenése tárgyi bizonyítékok hiányában sok feltételezésre épül. Az első leletek alapján 3,8 milliárd éve már volt élet a Földön, de valószínű, hogy már korábban is jelen voltak szerves molekulák, melyek képesek voltak replikációra. Az élet e korai szakaszát szokás RNS világnak hívni, mivel itt még nem jelent meg a sejtes életforma és a mai életformák alapját képező DNS. Az RNS képes volt az örökítő és a fehérje szintézishez szükséges katalizátor funkciót ellátni. A feltételezések szerint a már ekkor létező amfipatikus (víztaszító és "vízkedvelő" résszel rendelkező) molekulák közrezártak szerves molekulákat, melyek így már egységet képeztek. Ennek a folyamatnak többféle variációja játszódhatott le, de annak köszönhetően, hogy az örökítőanyag és egyéb szerves molekulák valamint a víz - összefoglaló néven a citoplazma - egy víztaszító hártyán belül “ragadtak”, kialakulhatott a biokémiai fejlődési folyamat, amely eredményeként sejtről, tehát a legelemibb életformáról beszélhetünk. A sejthártya és végső soron a sejtek kialakulása közben történhetett - melyre mind a mai napig nincs pontos magyarázat - hogy a viszonylag egyszerű RNS típusú életből jóval komplexebb DNS alapú lett.

## A sejtkutatás története
- 1632–1723: Antony van Leeuwenhoek az optikai lencsék finomcsiszolásával elkészít egy mikroszkópot, amely felbontóképessége már alkalmas sejtek vizsgálatára. Ezzel tanulmányozza a Protozoákat (egysejtűeket), amelyeket le is rajzol. Két nevezetes tanulmányozása a Vorticella-k jelenléte az esővízben, és baktériumok a saját fogán.
- 1665: Robert Hooke szintén sejteket fedez fel a parafadugó tanulmányozásakor, majd egy kezdetleges mikroszkóppal kimutatja a sejtek jelenlétét a növényekben.[1]
- 1839: Theodor Schwann és Matthias Jakob Schleiden kimondja, a növények és állatok sejtekből állnak. Általuk született meg a sejt-elmélet.
- A hit, hogy az élet képes megtörténni spontán magától (spontán generáció), ellentmond Louis Pasteurnek (1822–1895) (bár Francesco Redi bemutatott egy tanulmányt 1668-ban, ami hasonló következtetésre jutott).
- Rudolph Virchow kijelenti, a sejtek a sejtosztódások során keletkeznek (omnis cellula ex cellula).
- 1931: Ernst Ruska elkészíti az első transzmissziós elektronmikroszkópot (TEM) Berlini Műszaki Egyetemen. 1935-re elkészíti a második elektromikroszkópját, és egy világos eljárással képes lett az eddig megoldhatatlan organizmusok, sejtorganellum szintjén való tanulmányozására
- 1953: (Feb. 28) Watson és Crick leírják a DNS kettős hélixes szerkezetét.
- 1981: Lynn Margulis leközölte Együttélés a sejt evolúcióban című cikkét, amely részletezi az endoszimbiotikus elméletet.

### Magyar lapok
- Definíció a Pallasból
- Mi a rák? (Daganatok.hu)
- Sejtbiológiai animációk

### Angol lapok
- Teaching about the Life and Health of Cells.
- The cell like a city.
- Cells Alive!
- Journal of Cell Biology
- A simplified version of this article
- A comparison of the generational and exponential growth of cell populations Archiválva 2020. január 15-i dátummal a Wayback Machine-ben
- High-resolution images of brain cells
- Cell Biology for school and university with graphics

#### Online szövegkönyvek
- Molecular Biology of the Cell fourth edition, edited by Bruce Alberts (2002) published by Garland Science.
- Molecular Cell Biology fourth edition, edited by Harvey Lodish (2000) published by W. H. Freeman and Company.
- The Cell – A Molecular Approach second edition, by Geoffrey M. Cooper (2000) published by Sinauer Associates.